# Bob Elliott
Robert Alan "Bob" Elliott (nacido el 16 de agosto de 1955 en Ann Arbor, Míchigan) es un exjugador de baloncesto estadounidense que jugó tres temporadas en la NBA y una más en la liga italiana. Con 2,05 metros de estatura, lo hacía en la posición de ala-pívot.

## Trayectoria deportiva

### Universidad
Jugó durante cuatro temporadas con los Wildcats de la Universidad de Arizona, en las que promedió 18,6 puntos y 9,5 rebotes por partido. Es el único jugador en la historia de los Wildcats en conseguir a lo largo de su carrera más de 2.000 puntos y 1.000 rebotes. Fue también el primer jugador de su universidad en alcanzar los 600 puntos en una temporada. En sus tres últimos años fue incluido en el mejor quinteto de la Western Athletic Conference.

### Profesional
Fue elegido en la cuadragésimo segunda posición del Draft de la NBA de 1977 por Philadelphia 76ers, quienes lo despidieron poco antes de que comenzase la temporada 1977-78. Se marchó entonces al Fernet Tonic Bologna de la liga italiana, donde jugó una temporada en la que promedió 19,4 puntos y 12,9 rebotes por partido.
Regresó al año siguiente a su país, para fichar como agente libre por New Jersey Nets. En su primera temporada en el equipo, las lesiones no le permitieron disputar más que 14 partidos, en los que promedió 8,8 puntos y 4,0 rebotes.
Jugó dos temporadas más en los Nets, hasta que antes del comienzo de la temporada 1981-82 fue traspasado a Los Angeles Lakers, quienes a su vez lo enviaron a Detroit Pistons, quienes decidieron despedirle antes del comienzo de la temporada, Una grave lesión en la rodilla que le hizo pasar por el quirófano, añadido a su deseo de iniciar nuevos proyectos, le hizo dejar el baloncesto tras no encontrar equipo.

## Estadísticas de su carrera en la NBA

### Temporada regular
| Temporada | Edad | Equipo          | Liga | P   | TIT | MIN  | TC  | TCA | %TC  | 3P  | 3PA | %3P  | TL  | TLA | %TL  | R.OF. | R.DEF. | REB | ASIS | ROB | TAP | PER | FP  | PTS |
| 1978-79   | 23   | New Jersey Nets | NBA  | 14  |     | 20.1 | 2.9 | 5.2 | .562 |     |     |      | 2.9 | 4.0 | .732 | 1.1   | 2.9    | 4.0 | 1.6  | 0.4 | 0.3 | 1.9 | 2.4 | 8.8 |
| 1979-80   | 24   | New Jersey Nets | NBA  | 54  |     | 13.4 | 1.9 | 4.2 | .443 | 0.0 | 0.1 | .250 | 1.9 | 2.8 | .684 | 1.2   | 2.2    | 3.4 | 1.0  | 0.5 | 0.3 | 1.6 | 1.8 | 5.7 |
| 1980-81   | 25   | New Jersey Nets | NBA  | 73  |     | 18.1 | 2.9 | 5.7 | .511 | 0.0 | 0.0 | .500 | 1.7 | 2.8 | .599 | 1.4   | 2.2    | 3.6 | 1.8  | 0.5 | 0.2 | 1.6 | 2.4 | 7.5 |
| Total     |      |                 | NBA  | 141 |     | 16.5 | 2.5 | 5.1 | .494 | 0.0 | 0.0 | .333 | 1.9 | 2.9 | .649 | 1.3   | 2.2    | 3.6 | 1.4  | 0.5 | 0.2 | 1.7 | 2.2 | 7.0 |

## Vida posterior
Actualmente Elliott es el presidente de The Elliott Accounting Group, una empresa de contabilidad con sede en Tucson, Arizona. También aparece regularmente como comentarista de televisión en partidos de baloncesto para la cadena Fox Sports. Es conocido también en Estados Unidos por haber puesto voz como analista en las retransmisiones de los partidos en el videojuego NBA Live, en sus ediciones de 2001, 2002 y 2003.